# Сулейман

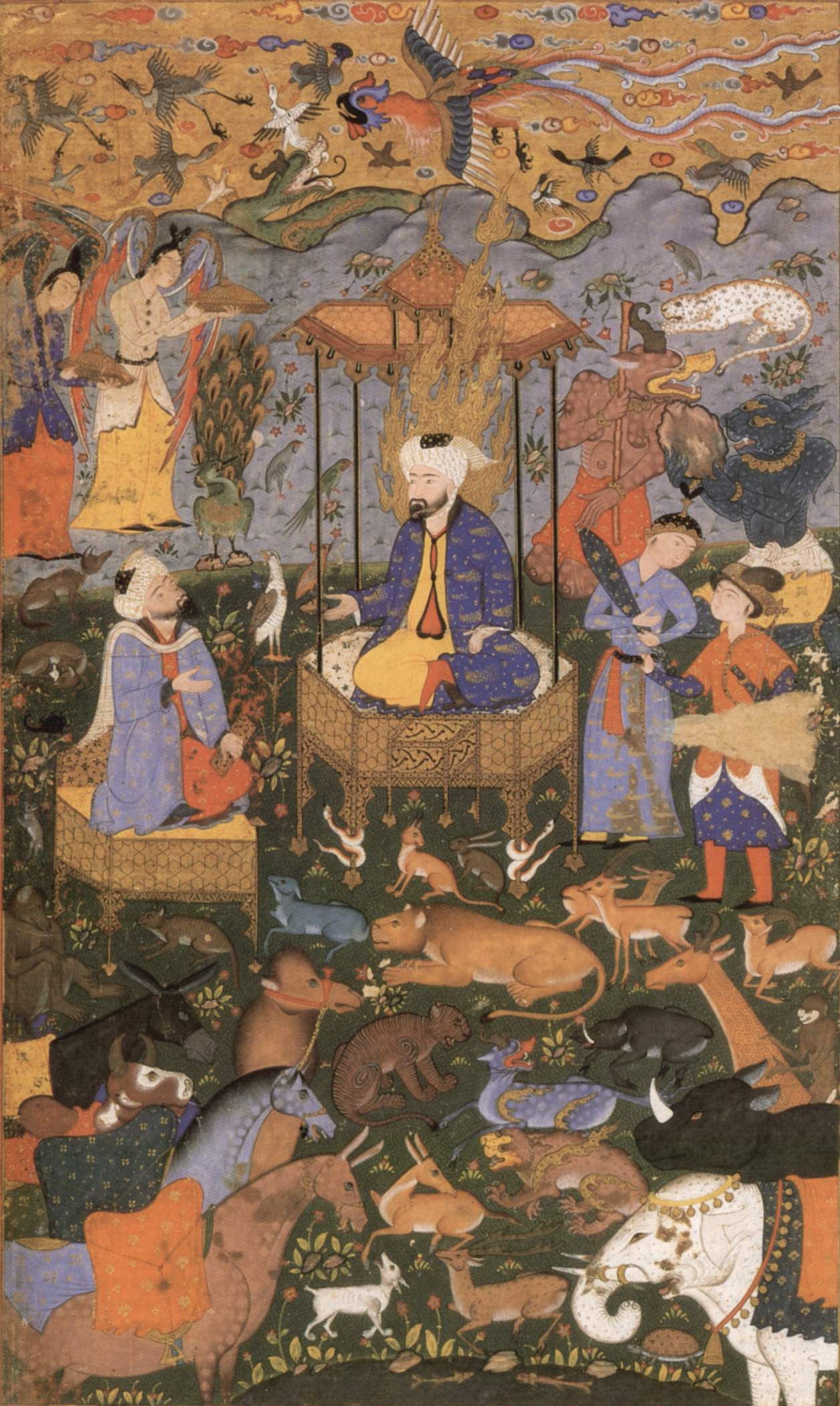
«Сулейман на троні серед тварин».
Перська мініатюра XVI ст.

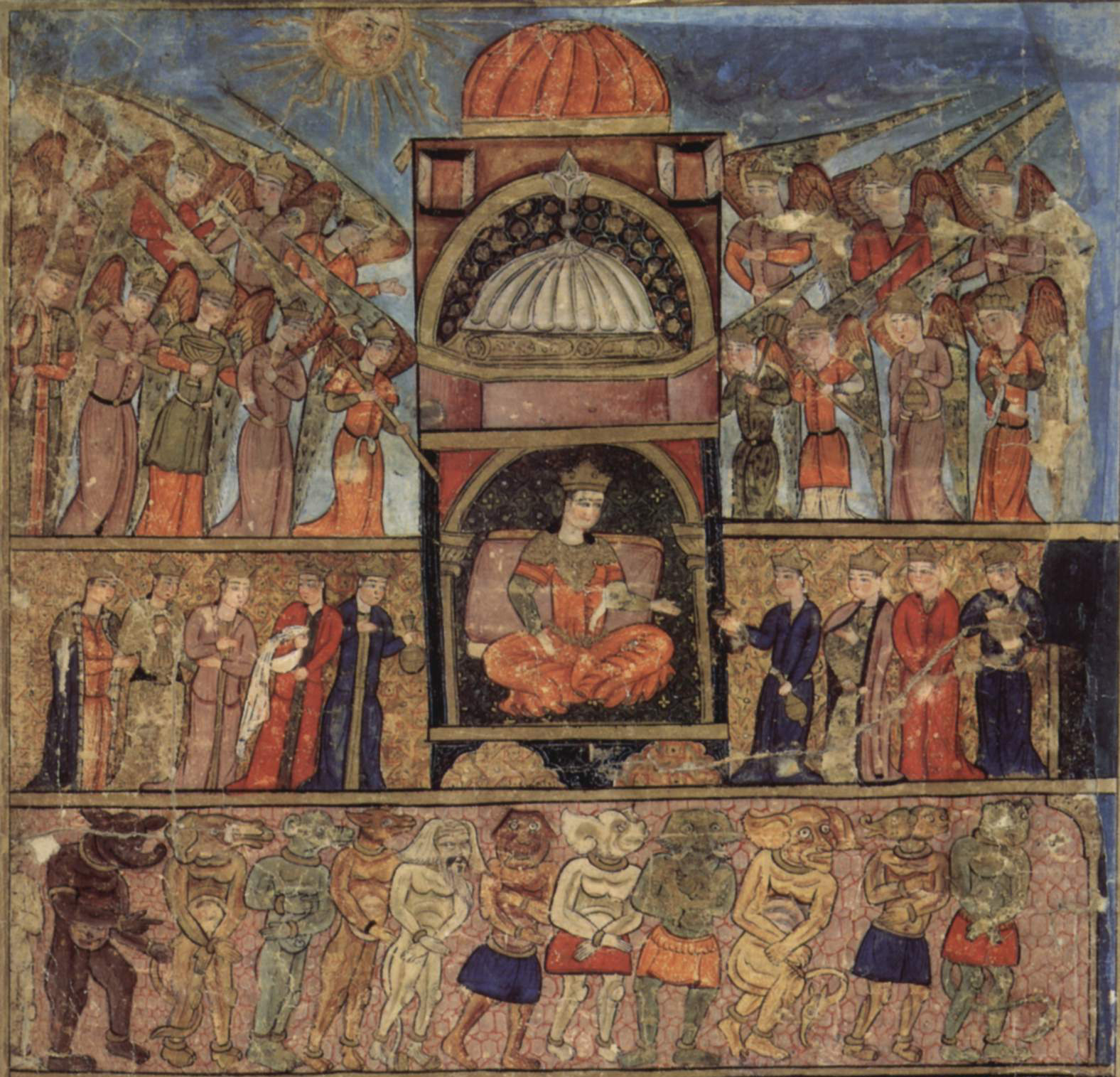
"Сулейман і цариця Савська, деталь. Османський майстер, XVI ст.

Сулейман (араб. سليمان‎‎), (біблійний Соломон) — благочестивий і мудрий давній цар, син пророка Дауда (Давида), один із пророків (набі) Аллаха, що був надісланий до народу Ізраїлю. Він народився у Газі, а помер у Кудсі (Єрусалимі)

## Історія Сулеймана вКорані
Згідно з Кораном, Сулейман разом з батьком Даудом вирішував суперечки підданих, перевершив свого батька і успадкував його трон. Сулейман був надзвичайно мудрим, знав потаємне й приховане, розумів мову тварин і птахів. Він володів магічними знаннями, які отримав від Аллаха. Сулейман вірив у Аллаха і, на відміну від численних своїх одноплемінників, не шукав знань про чаклунство у падших ангелів Харута і Марута у Вавилоні. Аллах підпорядкував Сулейману вітри, змусив йому служити шайтанів і джинів. Вони здобували для нього скарби з морського дна, будували йому храми; з «джерела розплавленої міді» вони виготовляли скульптури, величезні чаші і казани на опорах.
Одного разу споглядання прекрасних коней відволікло Сулеймана від богоугодних справ і молитви, коли він розкаявся, то наказав зарізати коней. Іншого разу за відхід від віри в Аллаха його трон тимчасово був захоплений іншим, та після розкаяння він був йому повернений. Дізнавшись про існування багатої і могутньої цариці Саби (Савської), Сулейман у листі закликав її увірувати в Аллаха. Він довів їй свою перевагу над нею з допомогою Аллаха. Цариця прийняла віру Сулеймана (див. Білкіс). Помер Сулейман, спираючись на посох, він продовжував стояти мертвим, доки хробак не прогриз дерево, і тіло впало. Лише тоді джини збагнули, що вони вільні (2:102/96); 4:163/161; 6:84; 21:78—79, 81—82; 27:15—44/45; 34:12/11—14/13; 38:30/29—38/37).
Сулейман, великий цар і маг, для якого джини будували чудові будівлі, був відомим вже в доісламській Аравії. Оповіді про нього фігурують у віршах поетів — сучасників Мухаммеда. Коран дуже скупо вказує на окремі епізоди переказів — передбачається те, що вони вже відомі слухачам.

## Образ Сулеймана в мусульманському переданні
В післякоранічній літературі образ Сулеймана прикрашений мотивами і епізодами, що значною мірою, але не завжди походять з юдейських переказів. Сулейман знаменитий серед мусульман передовсім як великий маг. Джерелом його сили був дарований Аллахом перстень зі смарагдом і написаним на ньому божим ім'ям. За його наказом джини і шайтани будували багато величних споруд, зокрема й Єрусалимський храм і мечеть аль-Акса. Одного разу, коли Сулейман зневірився, його трон захопив якийсь джин, що вкрав чарівний перстень. Сорок днів Сулейман тинявся як невідомий бідняк, а джин царював. Одного разу джин упустив перстень у воду, його проковтнула риба. Сулейман впіймав рибу, випотрошив її, і знайшов перстень. Багато оповідей згадують про неабияку чоловічу силу Сулеймана; за те, що він хвалився, що матиме тисячу синів від тисячі жінок, він був покараний. У нього народився лише один син — каліка, якого Аллах після численних молитов Сулеймана зцілив.
Образ Сулеймана, здійснені ним і підпорядкованими йому джинами чудеса, його багаті палаци, килим, що літає — стали мотивами мусульманської середньовічної літератури. Сулейман став також однією з головних фігур в окультних науках мусульман (сіхр). Шестикутна зірка — символ печатки Сулеймана — один із головних оберегів у мусульман, він здавна зображувався на посудинах, будівлях, монетах.